# 謝米盧基
51°06′N 41°37′E / 51.100°N 41.617°E
謝米盧基（俄语：Семилу́ки）是俄羅斯沃羅涅日州西北部的一個城市，位於頓河畔，距沃羅涅日以14西公里。2002年人口25,559人。
1894年建立，1942年7月，被纳粹德国占领。1943年1月25日被蘇聯收復。1954年設市。